# Colombe de Gundlach
Pour les articles homonymes, voir Gundlach.
Geotrygon caniceps
Espèce
Statut de conservation UICN

 VU A2bcde+3bcde+4bcde : Vulnérable
La Colombe de Gundlach (Geotrygon caniceps) est une espèce d’oiseau appartenant à la famille des Columbidae.